# 瀘州市人民醫院
泸州市人民医院又名泸州市红十字医院，是位於中華人民共和國四川省瀘州市的一家醫院。
醫院前身是中華民国6年（1917年）8月，由泸县人杨既明、罗小吟建立的的万国红十字会泸县分会医院。始建时地址位於朱衣祠（肖巷子），有医生2人，司药1人，看护4人，设内、外科门诊。中華民国9年（1920年）增设住院部。第二次中日戰爭时期醫院两度被日机炸毁。中華人民共和國成立後，泸县红十字分会医院更名为中国红十字会泸州市分会医院，1950年开诊于慈善路93号，后迁至慈善路81号，以痔瘘科为主，设内、外、产、中医等科，简易病床20张，职工20余人。1954年更名为泸州市红十字医院，病床扩充至30张，职工增至40人。1958年,该院从濂溪路（三倒拐）迁至江阳区忠孝路61号。1960年中国红十字会与泸州专署先后多次拨款修建业务用房，购置200毫安X线机、电子管心电图机和电子管超声诊断仪、治疗仪等设备，有职工70余人，病床80张。该院1966年文化大革命期间,泸州市红十字医院更名为泸州市人民医院。1980年，恢复“泸州市红十字医院”名称，与瀘州市人民医院一个机构，两块牌子。2014年，成為国家三级乙等综合医院。2018年，成為国家三级甲等综合医院。

## 外部連結
- 官方网站